# Vedžer
Vedžer – potok w powiecie Turčianske Teplice w środkowej Słowacji. Ma długość 5,2 km i jest lewostronnym dopływem rzeki Hron.
Vedžer wypływa w górach Zar na wysokości około 650 m w dolinie między stokami szczytów Zniev (szczyt) (985 m) i Chlieviská (1024 m). Spływa dnem tej doliny w kierunku południowo-wschodnim. U podnóży góry Zniev wykonano duży staw zasilany przez wodę z potoku Vedžer. W dolnym biegu potok płynie przez Kotlinę Turczańską i przepływa przez miejscowość Moškovec. W obrębie zabudowanego obszaru tej miejscowości jego koryto jest hydrotechniczne uregulowane. W Moškovcu potok uchodzi do Hronu na wysokości około 441 m. 